# ويلي ميس
ويلي هوارد ميس الابن (بالإنجليزية: Willie Howard Mays, Jr.)‏ (وُلد في 6 من مايو 1931م) لاعب بيسبول أمريكي محترف ومعتزل، قضى معظم حياته الرياضية في دوري البيسبول مع فريق نيويورك وسان فرانسيسكو جاينتس قبل أن ينهي مسيرته في فريق نيويورك ميتس. تم اختياره كعضو في لوحة مشاهير البيسبول في 1979 في أول سنة يتم ترشيحه فيها. وكان ميس يلقب بلقب زا سي هاي كيد.
كما حصل ميس مرتين على جائزة أحسن لاعب كما تعادل مع ستان موسيل في المشاركات القياسية في مباراة أول ستار بعدد 24 مشاركة. وأنهى ميس مسيرته محققًا 660 مرة لخروج الكرة من الملعب كثالث أفضل لاعب في وقت اعتزاله ورابع أفضل لاعب حتى الآن. كان ميس لاعب وسط ميداني، وفاز بجائزة القفاز الذهبي اثني عشر مرة ابتداءً من السنة الأولى التي قُدمت فيها وبعد 6 مواسم في حياته الرياضية.
وتوضح إحصائيات ويلي ميس التي لا ريب فيها وحياته المهنية الطويلة في الملاعب خصوصا قبل عصر المنشطات وإقرار ميس نفسه بأنه من المحتمل أن يكون أفضل لاعب وسط ميداني وكذلك الإجماع الساحق للعديد من استطلاعات الرأي والخبراء المحللين لأداء ميس بأنه أعظم لاعب بيسبول في العالم حتى الآن
وفي عام 1999، حل ميس كثاني أفضل لاعب في التصنيف الذي أجرته مجلة زا سبورت نيوز (The Sporting News) الخاص بقائمة أفضل مئة لاعب بيسبول، كما حصل في هذا الصدد على أعلى تصنيف للاعب حي. وفي نهاية هذا العام، تم اختياره ضمن فريق القرن لدوري البيسبول الرئيس. ويعد ميس واحدًا من ضمن خمسة لاعبين في الدوري الوطني أصحاب 100 ركضة في الموسم الواحد في ثمانية مواسم متعاقبة مع ميل أوت (Mel Ott) وسامي سوسا (Sammy Sosa) وشيبر جونز (Chipper Jones) وألبرت بوجولس (Albert Pujols). حقق ميس أكثر من مرة تخرج فيها الكرة من ملعبها في عامي 1955 و1965، حيث تمثل الفترة ما بين هذين العامين أطول فترة بين 50 مرة تخرج فيها الكرة من ملعبها حققها أي لاعب في تاريخ دوري كرة البيسبول الرئيس.
وصرح تد وليمز (Ted Williams) قائلًا، «إنهم ابتكروا مباراة أول ستار من أجل ويلي ميس.»

## وصلات خارجية
- ويلي ميس على موقع IMDb (الإنجليزية)
- ويلي ميس على موقع الموسوعة البريطانية (الإنجليزية)
- ويلي ميس على موقع إن إن دي بي (الإنجليزية)
- ويلي ميس على موقع قاعدة بيانات الفيلم (الإنجليزية)
- ويلي ميس على موقع دوري كرة القاعدة الرئيسي (الإنجليزية)
- ويلي ميس على موقعبيزبول رفرنس.كوم (الدوري الرئيسي) (الإنجليزية)
- ويلي ميس على موقعبيزبول رفرنس.كوم (الدوري الثانوي) (الإنجليزية)
- ويلي ميس على موقع جمعية أبحاث البيسبول الأمريكية (الإنجليزية)
- ويلي ميس على موقع إي إس بي إن.كوم (أم.أل.بي) (الإنجليزية)
- ويلي ميس على موقع مشجعي الرسوم البيانية (الإنجليزية)
- ويلي ميس على موقع قاعة مشاهير كرة القاعدة (الإنجليزية)
- ويلي ميس على موقع قاعة كاليفورنيا للمشاهير الرياضية (الإنجليزية)